# 新潟県立吉川高等学校
新潟県立吉川高等学校（にいがたけんりつ よしかわこうとうがっこう、英: Niigata Prefectural Yoshikawa High School）は、新潟県上越市吉川区原之町にあった県立高等学校。新潟県立柿崎高等学校と統合して新潟県立久比岐高等学校となり、2008年（平成20年）3月末に閉校した。
全国的にも珍しい、醸造科を有していた高等学校であり、2003年（平成15年）に閉科となった後も普通科食品科学コースで清酒製造実習を行っていた。実習で醸された清酒は若泉という名で出荷される。また、若泉は漫画「夏子の酒」にも登場する。今では手に入らない幻の酒である。

## 設置課程
- 全日制課程
  - 普通科（2クラス）

## 教育目標
- 心身ともに健康で、国家社会に対し責務を果たしうる教養豊かな人間の育成を図る。

## 沿革
- 1910年（明治43年）5月1日 - 中頸城郡立吉川農学校（乙種）として開校。
- 1919年（大正8年）4月12日 - 中頸城郡立吉川農林学校と改称。
- 1922年（大正11年）4月1日 - 新潟県立吉川農林学校と改称。
- 1928年（昭和3年）4月1日 - 女子部併置。
- 1942年（昭和17年）4月1日 - 甲種に昇格。
- 1948年（昭和23年）
  - 4月1日 - 学制改革により新潟県立吉川農業高等学校と改称。
  - 6月 - 高田農業高校定時制吉川分校開設。
- 1949年（昭和24年）4月1日 - 定時制（普通科）を併置し、当校移管。
- 1950年（昭和25年）4月1日 - 新潟県立吉川高等学校と改称。
- 1957年（昭和32年）4月1日 - 定時制募集停止、醸造科を設置。
- 1984年（昭和59年）4月 - 農業科が普通科に改組。
- 1985年（昭和60年）11月16日 -  農業科閉科式挙行、記念碑建立。
- 2002年（平成14年）4月1日 - 醸造科募集停止。
- 2003年（平成15年）11月14日 -  醸造科閉科記念式典挙行、記念碑建立。
- 2004年（平成16年）3月31日 - 醸造科閉科。
- 2006年（平成18年）4月1日 - 生徒募集停止。新潟県立柿崎高等学校と統合し、新潟県立久比岐高等学校が開校。
- 2008年（平成20年）3月31日 - 閉校。
- 2011年（平成23年）4月1日 - 跡地に新潟県立吉川高等特別支援学校が開校する。

## 部活動
- 運動部 - 陸上競技、サッカー、バドミントン、テニス、卓球、バレーボール
- 文化部 - 作法（茶道・華道）、芸術（書道・美術）、軽音楽

## 学校行事
- 4月 - 入学式
- 5月 - 中間考査
- 6月 - 体育祭
- 7月 - 期末考査、球技大会
- 10月 - 2年修学旅行、生徒会役員選挙、中間考査
- 11月 - 文化祭
- 12月 - 期末考査、球技大会
- 1月 - 1年スキー行事
- 3月 - 学年末考査、卒業式